# Béla Jankovich
Béla Jankovich (* 17. November 1955 in Budapest) ist ein ungarischer Badmintonspieler.

## Karriere
Béla Jankovich wurde 1981 erstmals nationaler ungarischer Mannschaftsmeister mit dem Team von Honvéd Zrínyi SE. Im Folgejahr war Honvéd Kilián FSE erfolgreich, während Honvéd Zrínyi SE unter Mitwirkung von Jankovich in den Jahren von 1983 bis 1986 vier Mal in Serie siegreich war. Nach einem Sieg von NYVSSC 1987 wurde Honvéd Zrínyi SE 1988 erneut Meister. Bei dem letztgenannten Titelgewinn stand jedoch nicht mehr im Aufgebot.

## Referenzen
- Ki kicsoda a magyar sportéletben? Band 2 (I–R). Szekszárd, Babits Kiadó, 1995. ISBN 963-495-011-6

| Personendaten    | Personendaten                |
| ---------------- | ---------------------------- |
| NAME             | Jankovich, Béla              |
| KURZBESCHREIBUNG | ungarischer Badmintonspieler |
| GEBURTSDATUM     | 17. November 1955            |
| GEBURTSORT       | Budapest                     |